# Spektroskop

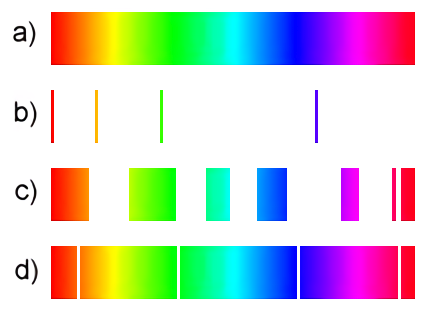
Příklady spekter: a) spojité spektrum b) čárové (emisní) spektrum c) pásové spektrum d) absorpční čárové spektrum

Spektroskop je optický přístroj, který se používá k rozkladu viditelného světla na jeho jednotlivé složky (spektrum), které pak mohou být vizuálně pozorovány a zkoumány. Spektroskopy se často používají v astronomii a některých odvětvích chemie.
Rané spektroskopy byly jednoduché skleněné hranoly se stupnicemi označujícími vlnové délky světla. Moderní spektroskopy používají difrakční mřížku, pohyblivou štěrbinu a nějaký druh fotodetektoru, vše je automatizované a řízené počítačem. V poslední době se se používají miniaturizované spektrometry bez difrakčních mřížek, které využívají filtračních polí založených na kvantových tečkách na čipech nebo detektory záření realizované na nanomateriálech.

## Princip

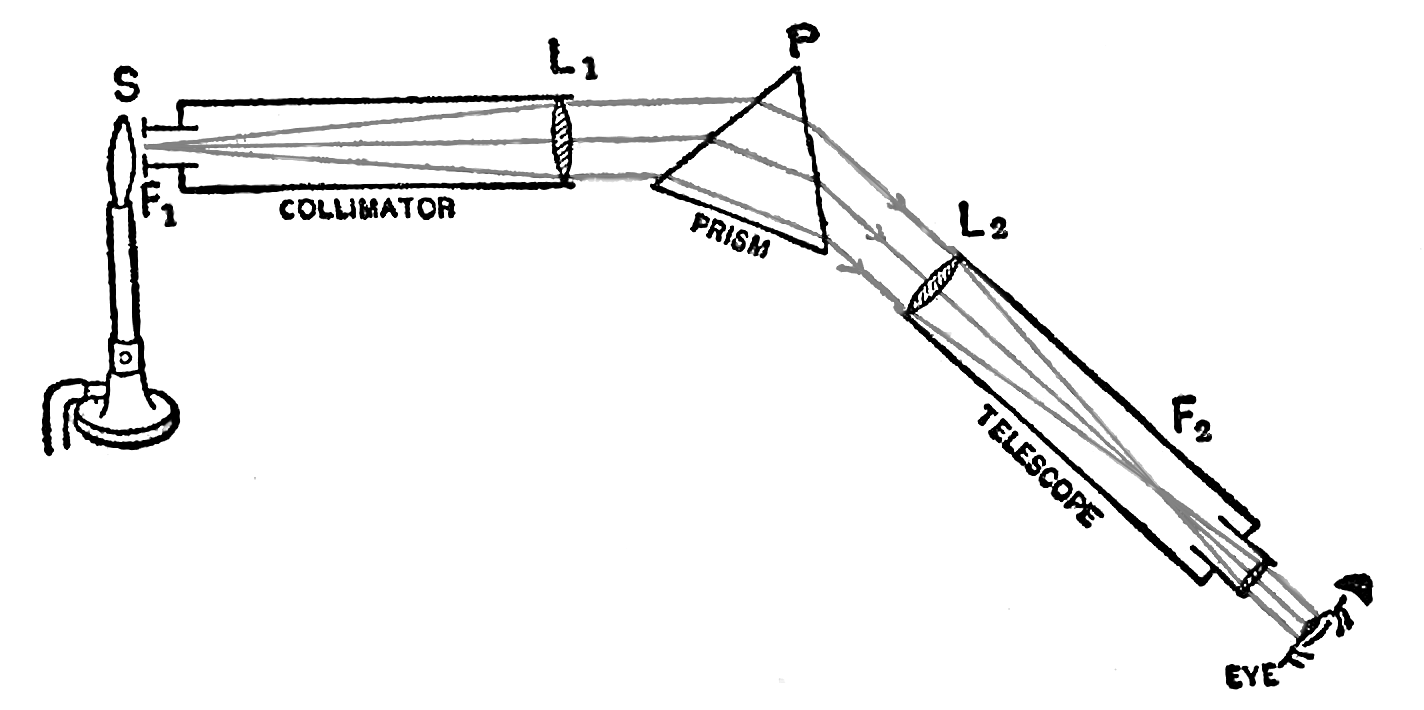
Schéma původního spektroskopu

Spektroskop rozkládá viditelné spektrum světla na jednotlivé složky a umožňuje je pozorovat. V původní konstrukci spektroskopu na počátku 19. století světlo vstoupilo do štěrbiny a rozptylující čočka přeměnila světlo na tenký proud rovnoběžných paprsků. Světlo pak prošlo hranolem (v ručních spektroskopech, obvykle hranolem Amici), který lámal paprsek do spektra, protože různé vlnové délky se lámaly v důsledku disperze pod různými úhly. Tento obraz byl poté prohlížen přes trubici se stupnicí.
Na obrázku vpravo je schéma původního spektrometru. Skládá se z kolimátoru se štěrbinou, disperzního prvku (hranol) a objektivu spojeného s dalekohledem. Kolimátor vytváří z rozbíhavých paprsků zkoumaného světla paprsky rovnoběžné, které dopadají na disperzní prvek, který zkoumané světlo rozkládá na spektrum. Dalekohled umožňuje podrobnější zkoumání vzniklého spektra.
Ze spektrografu se postupně vyvinuly další přístroje a odvětví optiky:
- Spektrometr umožňuje měření zkoumaného spektra, pokud je světlo nasměrováno do přijímače (například fotodeska nebo CCD senzor). Spektrometry se často využívají při kosmickém průzkumu u sond pro získávání dat o složení těles. Pro měření optických vlastností chemických látek, protože různé chemické prvky vykazují v různých chemických vazbách různé spektrální vlastnosti. Dále při výrobě materiálů, řízení výroby a kontrolách chemického složení.

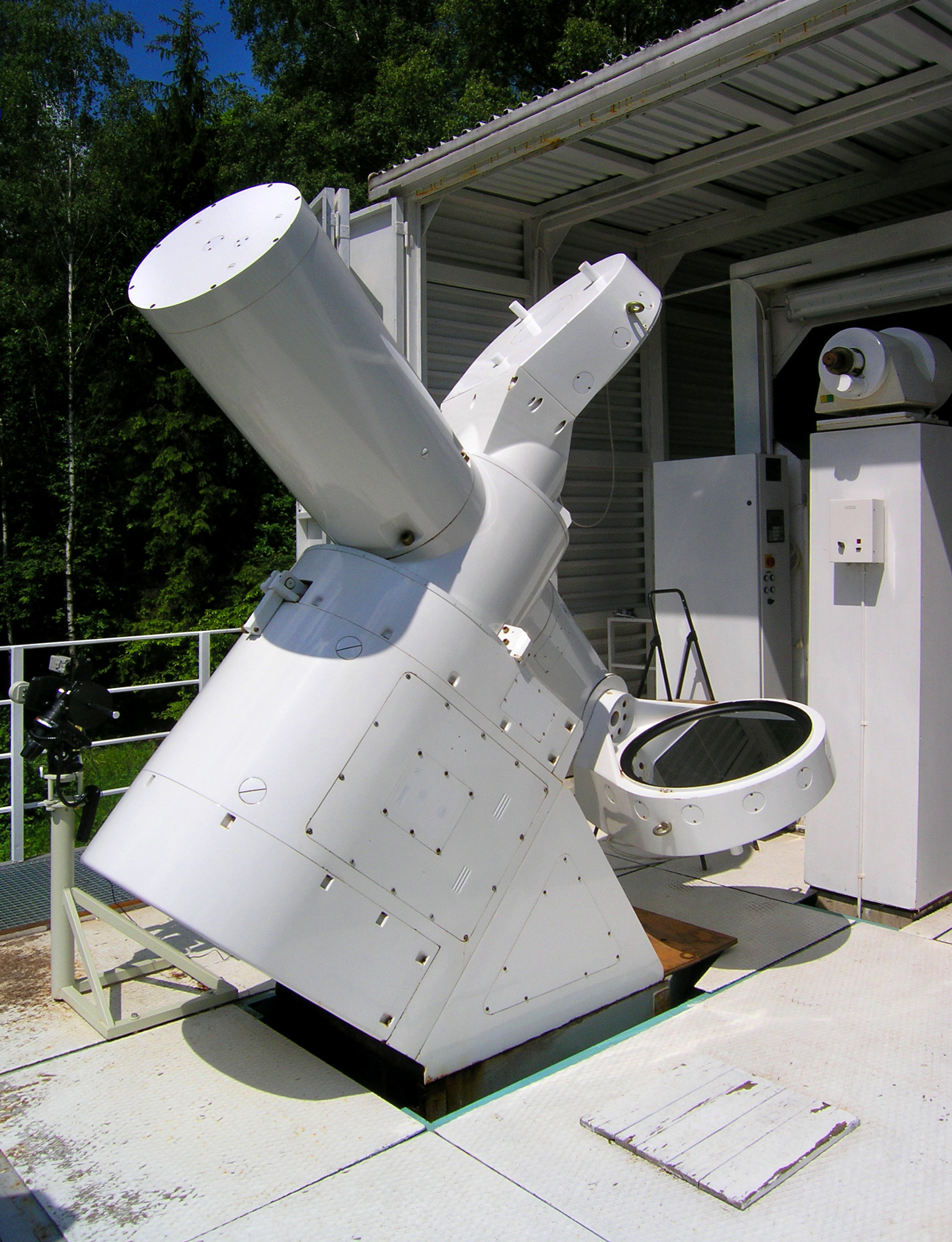
Solární spektrograf v observatoři Ondřejov nedaleko Prahy

- Solární spektrograf v observatoři Ondřejov nedaleko PrahySpektrograf je přístroj, který rozděluje světlo podle vlnové délky a zaznamenává tato data. Má obvykle multi-kanálový detektorový systém nebo zobrazovací systém, který detekuje světelné spektrum. Vznikl s rozvojem fotografického filmu, kdy zorný tubus spektroskopu byl nahrazen kamerou. V posledních letech nahradily kameru elektronické obvody postavené kolem fotonásobiče, což umožňuje spektrografickou analýzu v reálném čase s mnohem větší přesností.
- Spektroskopie nebo také spektrální analýza je fyzikální obor, který se zabývá studiem interakce světla s látkou, tedy elektromagnetického záření se vzorkem. Jejím cílem je získat optické spektrum, tedy závislost intenzity látkou absorbovaného, odraženého, emitovaného nebo rozptýleného záření na vlnové délce. Při výzkumu využívá spektroskopie všechny jmenované přístroje.

## Historie

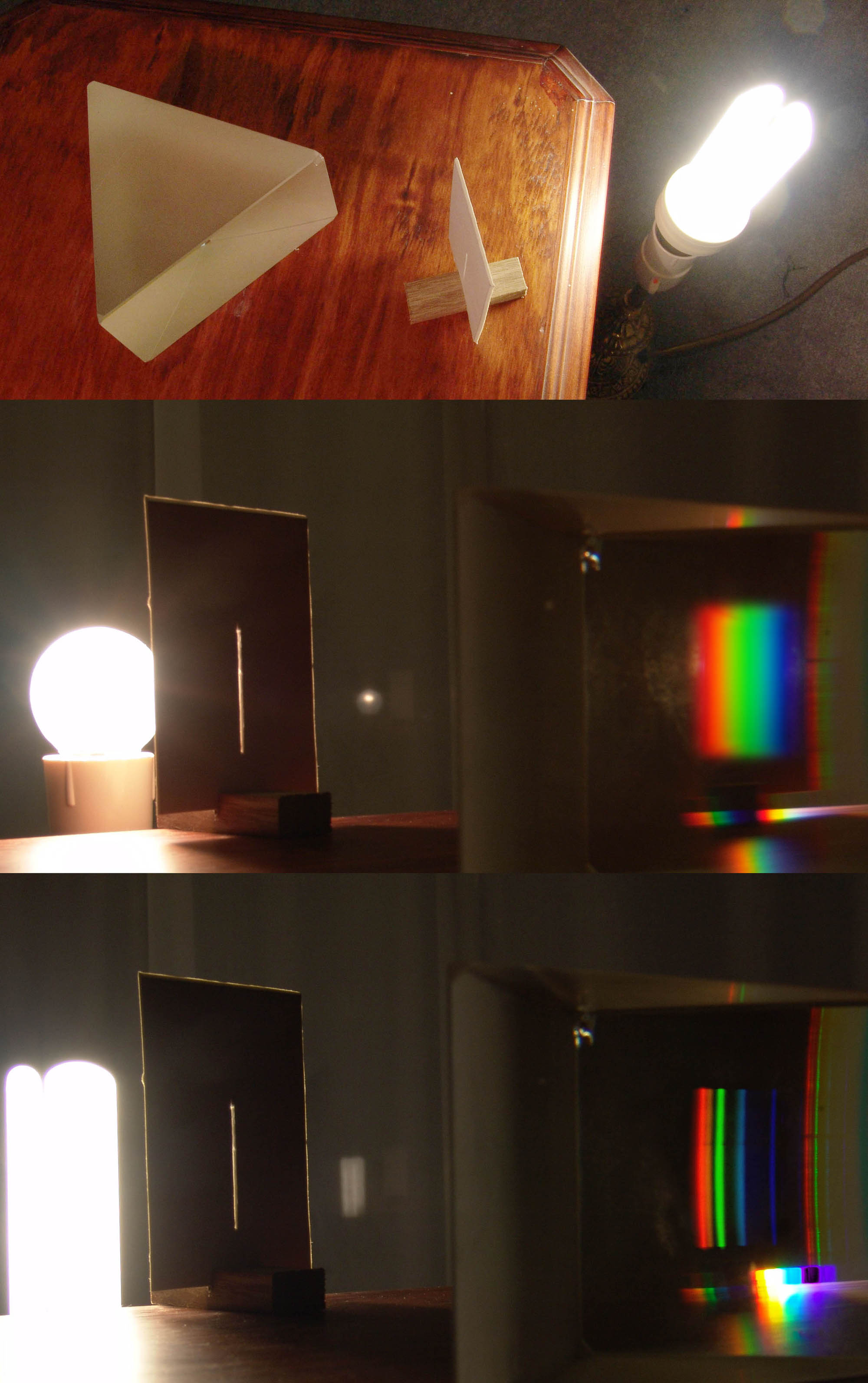
Velmi jednoduchý spektroskop vyrobený ze štěrbiny v kartonu a hranolu. Ukazuje rozdíl ve viditelném spektru žárovky (zahřívání tenkého wolframového vodiče elektrickým proudem) a lampy (s nízkou energií založenou na oblouku).

- Velmi jednoduchý spektroskop vyrobený ze štěrbiny v kartonu a hranolu. Ukazuje rozdíl ve viditelném spektru žárovky (zahřívání tenkého wolframového vodiče elektrickým proudem) a lampy (s nízkou energií založenou na oblouku).V letech 1814/15 vynalezl spektroskop německý optik Joseph von Fraunhofer, který objevil tmavé spektrální čáry ve slunečním spektru (Fraunhoferovy čáry). Vyvinul první moderní spektroskop kombinací hranolu, difrakční štěrbiny a dalekohledu takovým způsobem, že zvýšil spektrální rozlišení a reprodukovatelnost v jiných laboratořích.
- Joseph von Fraunhofer vynalezl také první difrakční spektroskop.
- Německý fyzik Gustav Robert Kirchhoff a německý chemik Robert Bunsen objevili aplikaci spektroskopů v chemické analýze a použili tento přístup k objevování cesia a rubidia. Kirchhoffova a Bunsenova analýza také umožnila chemické vysvětlení hvězdných spekter, včetně Fraunhoferových čar.
- Kolem roku 1870 dostal spektroskop svou moderní podobu od italského astronoma Angela Secchiho.
- V roce 1873 pracoval na vylepšení spektroskopu i známý anglický astronom Williama Hugginse a využíval ho ke svým astronomickým pozorováním.

## Spektroskopy a astrofyzika

Rudý posuv spektrálních čar ve viditelném spektru vzdálené galaktické superkupy BAS11 (vpravo) v porovnání se spektrem Slunce (vlevo)

Spektroskopy mají velmi důležité využití v astrofyzice. Určením světelných spekter hvězd, galaxií, mlhovin nebo jiných nebeských těles bylo možné zjistit některé jejich vlastnosti, například chemické složení, teplotu, rotaci nebo magnetická pole.
Velkými milníky na cestě k moderní astrofyzice byly:
- 1858 – vývoj spektrální analýzy Gustavem Kirchhoffem a Robertem Bunsenem
- 1868 – objev první "umírající" hvězdy vzdálené 400 světelných let (γ CVn v souhvězdí Psů Angelem Secchim) Vatikánskou observatoří
- 1885 – objev řady zákonů pro spektrální čáry vodíku Johannem Jakobem Balmerem
- 1896 – objev štěpení spektrálních čar hvězd (pokud mají hvězdy silné magnetické pole) Pieterem Zeemanem (Zeemanův efekt)
- 1912 – objev rudého posuvu ve světelném spektru vzdálených galaxií americkým astrologem Vesto Slipherem
- 1913 – objev Hertzsprungova–Russellova diagramu, který ukazuje vztah mezi svítivostí hvězdy a jejím spektrálním typem
- 1925 – určení vzdálenosti mlhoviny v Andromedě Edwinem Hubblem